# Gheschm-Freileitungskreuzung
Koordinaten: 26° 57′ 49,1″ N, 55° 44′ 46,4″ O

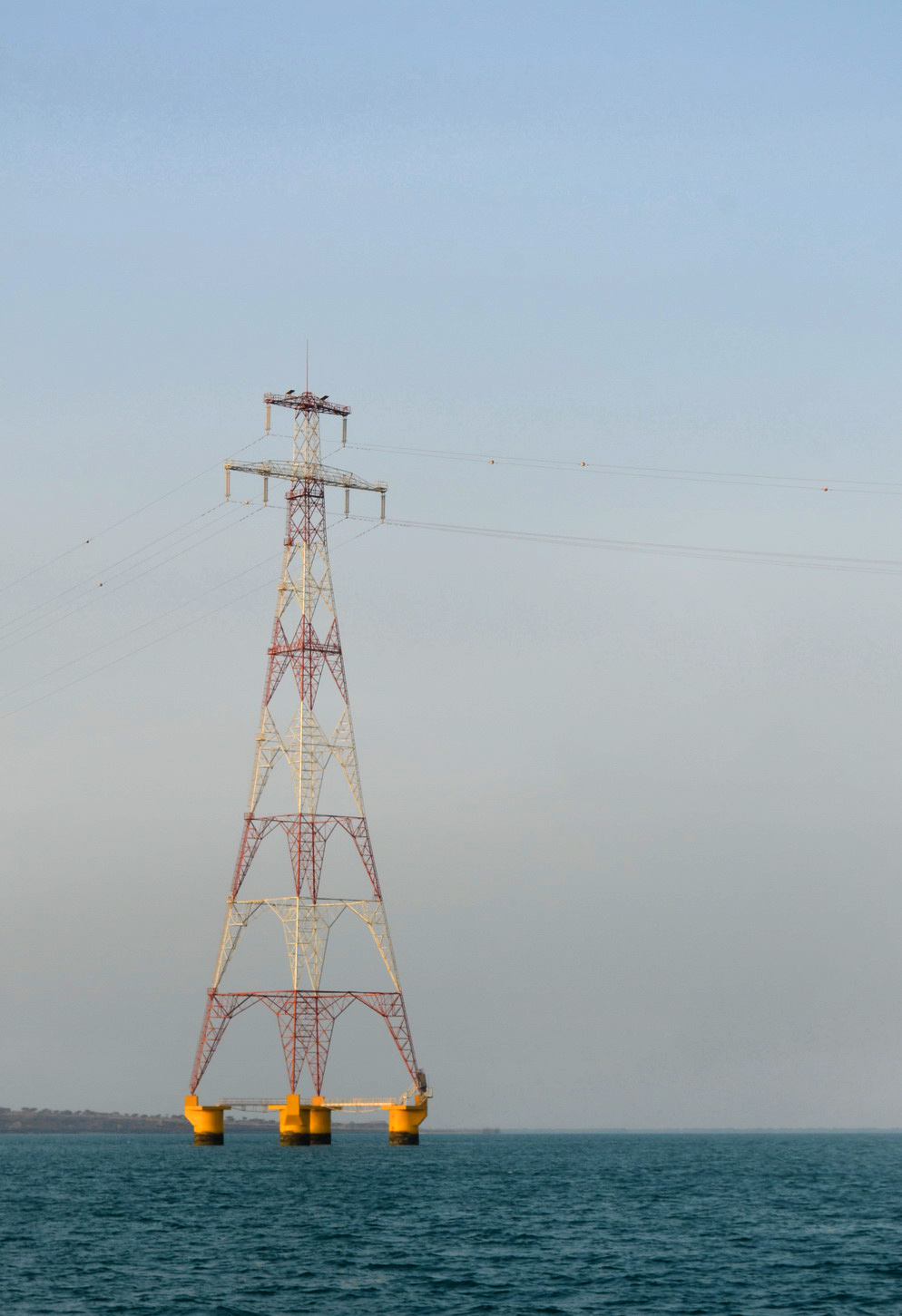
Tragmast der Freileitungskreuzung, 2013

Die Gheschm-Freileitungskreuzung ist die 1984 errichtete Überquerung der Straße von Gheschm zwischen dem iranischen Festland und der zu Iran gehörenden Insel Qeschm durch eine zweikreisige 230-kV-Leitung.
Hauptbestandteil der Gheschm-Freileitungskreuzung sind zwei 130 Meter hohe Tragmasten, von denen einer auf einem Caisson in der Straße von Gheschm verankert ist. Beide Tragmasten verfügen über zwei Traversen mit Spannweiten von 36,20 und 13,80 Metern für die Aufnahme der sechs Leiterseile. Die Spannweite zwischen den beiden 130 Meter hohen Masten beträgt 1585 Meter. Eine weitere Besonderheit der Gheschm-Freileitungskreuzung ist, dass kein Erdseil zum Einsatz kommt, was bei derart hohen Freileitungsmasten absolut unüblich ist.